# Biblioteca civica di Verona
La Biblioteca civica di Verona figura ai primissimi posti tra istituti analoghi per la quantità e la qualità del suo patrimonio librario, manoscritto e raro.

## Storia e descrizione

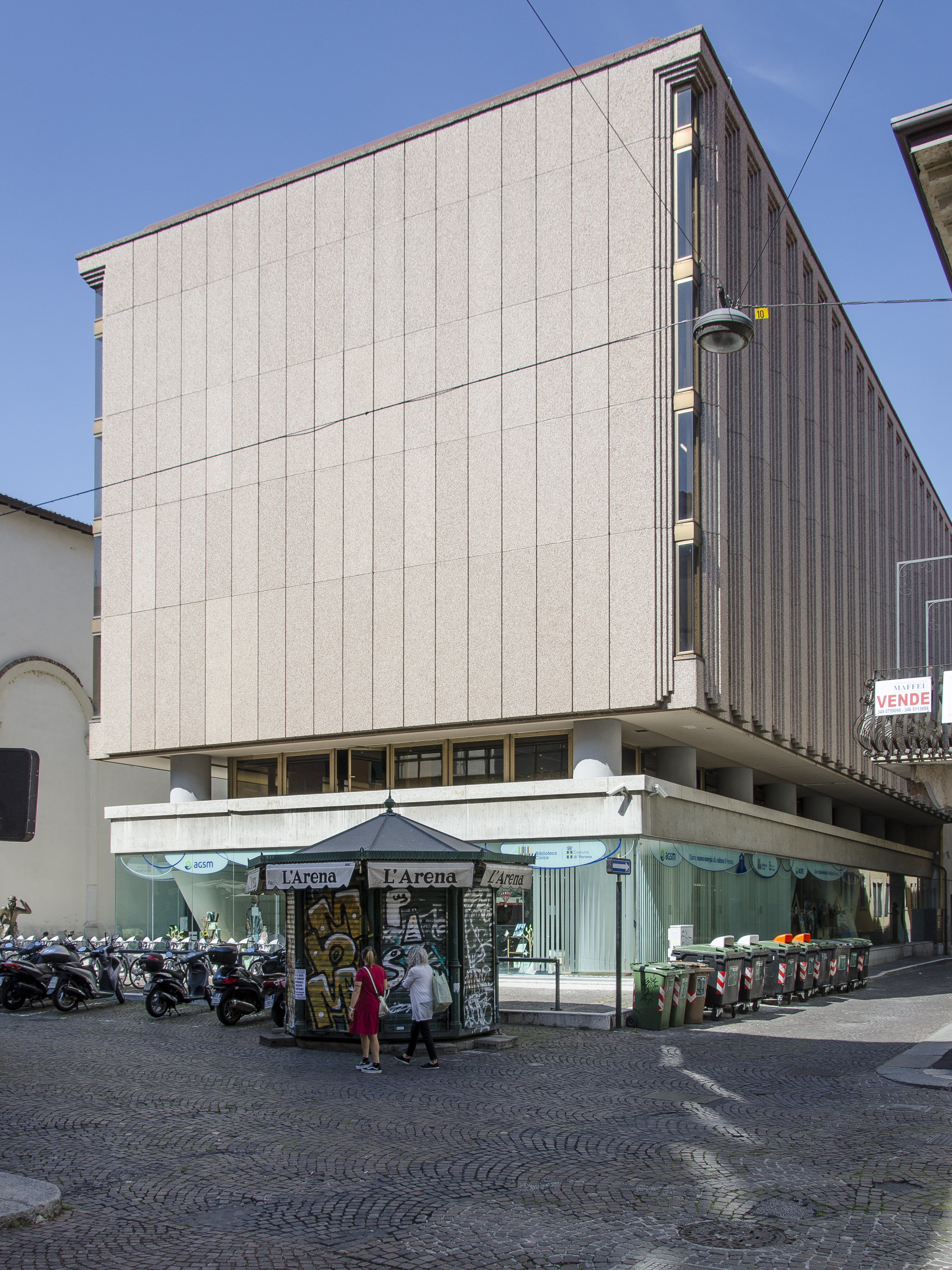
La sede moderna, progettata da Pier Luigi Nervi

Una prima "publica libreria" a Verona fu ideata nel 1771 dopo la soppressione dell'abbazia di San Zeno per salvarne la storica e ricca biblioteca e tenerla in città visto che intenzione delle autorità veneziane era stata in principio quella di trasferirla a Venezia. Lo stesso edificio abbaziale di San Zeno era stato acquistato dalla città per 2400 ducati e nel 1773 vi venne portata anche la biblioteca dei gesuiti il cui ordine era stato appena soppresso, tuttavia la sistemazione fu considerata da alcuni troppo lontana dal centro cittadino per cui le raccolte librarie vennero portate proprio nell'ex collegio gesuita.
Istituita formalmente nel 1792, fu aperta al pubblico dieci anni più tardi, nel 1802. Già nel 1868 il patrimonio librario raggiungeva i 60.000 volumi, tanto che fu necessario allargarne la sede e riunire gli Antichi Archivi.
L'edificio più vasto del complesso che la ospita (la sconsacrata chiesa di San Sebastiano) fu completamente distrutto, ad eccezione del campanile, da un bombardamento aereo alleato il 4 gennaio 1945, con gravi perdite per il patrimonio librario, anche se per fortuna si salvò il materiale manoscritto e incunabolistico.
La nuova e moderna sede venne progettata da Pier Luigi Nervi e fu inaugurata il 2 giugno 1980.
La biblioteca possiede oltre 700.000 volumi, 1.230 incunaboli, 6.000 cinquecentine, 3.600 manoscritti, 95.000 lettere e documenti, una fototeca, 2.000 stampe, carte geografiche e topografiche.
Durante la seconda guerra mondiale, il direttore della biblioteca fu Vittorio Fainelli.

## Protomoteca veronese

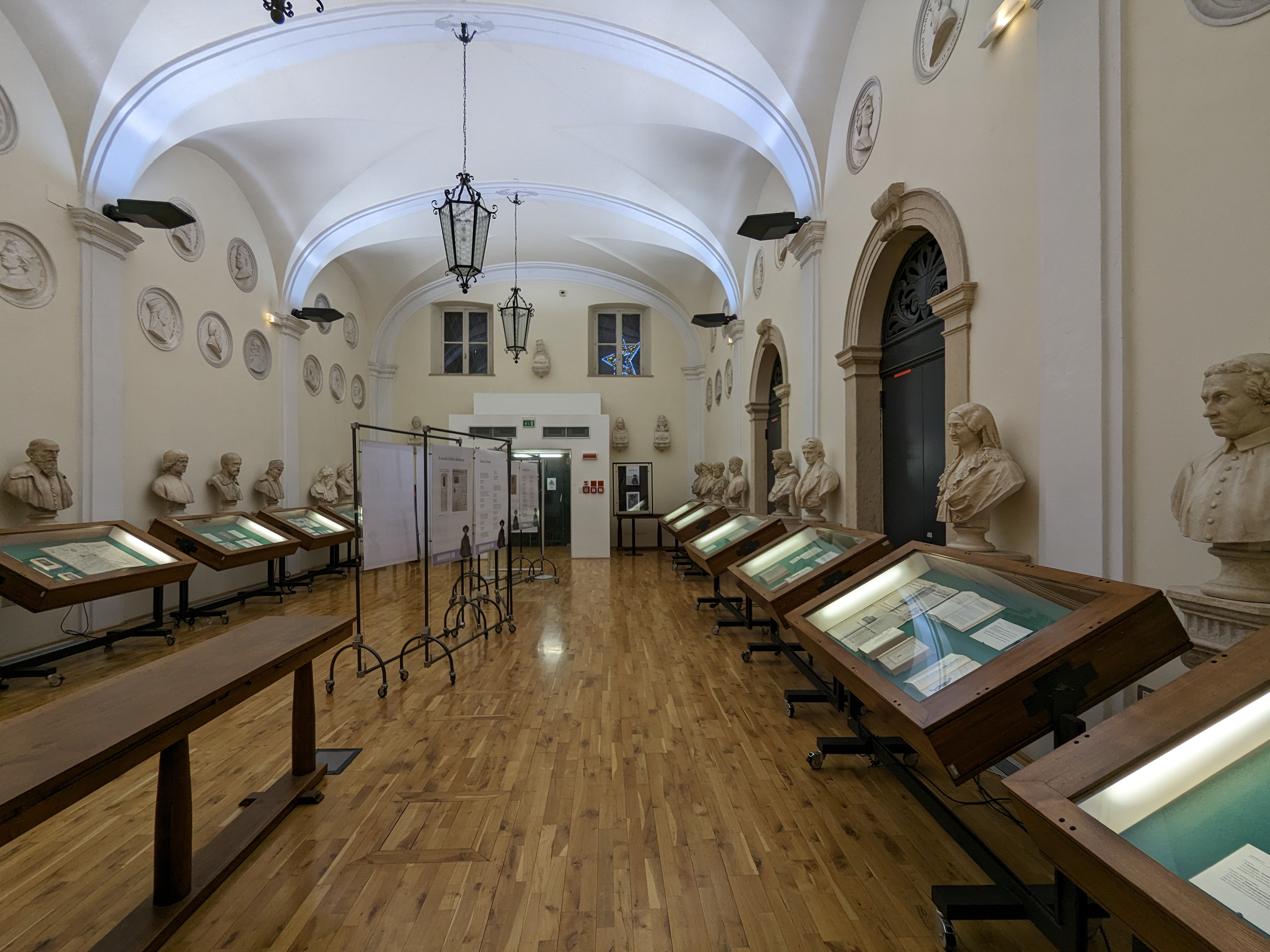
La protomoteca nel 2022

All'interno della biblioteca si trovano due sale con erme, busti e medaglioni dei più illustri veronesi, dall'antichità al XIX secolo, detta la Protomoteca veronese.